# Pulau Kawalusu
Pulau Kawalusu är en ö i Indonesien.   Den ligger i provinsen Sulawesi Utara, i den nordöstra delen av landet, 2 400 km nordost om huvudstaden Jakarta. Arean är 1,3 kvadratkilometer.
Terrängen på Pulau Kawalusu är kuperad. Öns högsta punkt är 249 meter över havet. Den sträcker sig 1,1 kilometer i nord-sydlig riktning, och 1,7 kilometer i öst-västlig riktning.